# Tula de Allende
Tula de Allende é um município do estado do Hidalgo, no México.
Tula (do Nahuatl "Tollan", lugar dos tules ou juncos (uma árvore do género Scirpus) também conhecida como a antiga cidade de Tollan-Xicocotitla) agora é uma cidade com 10000 habitantes, parte da qual se encontra sobre a Tula pré-hispânica, situada no municipio de Tula de Allende no estado de Hidalgo, México, a 70 km da capital do país.